# Николай Събев
Николай Йорданов Събев е български предприемач и политик, съосновател на „Еконт“, народен представител в XLVII народно събрание, министър на транспорта и съобщенията в правителството на Кирил Петков.

## Биография
Събев е роден на 24 септември 1960 г. в Русе. Завършва Висшето военноморско училище във Варна със специалност „Управление на флота и пристанищата“, както и УНСС със специалност „Икономика и управление на транспорта“. Преминал е и множество курсове за следдипломна квалификация, свързани с маркетинг, финанси, комуникации, управление и статистически анализ.
Експертният му профил е бизнес моделиране и стратегически анализ. Заемал е поста търговски директор в държавното предприятие „Параходство Българско речно плаване“. Професионалният му път в частния сектор стартира през 1993 г. Създател е на логистичната група с марката „Еконт“.
Съставител е на учебника „За капитани близко плаване по р. Дунав“.
На изборите през ноември 2021 г. е избран за народен представител в XLVII НС от листата на „Продължаваме промяната“.
На 13 декември 2021 г. е избран за министър на транспорта и съобщенията в правителството на Кирил Петков.